# Somebody Save Me (utwór Eminema)
Somebody Save Me – utwór amerykańskiego rapera Eminema, będący trzecim singlem z jego dwunastego albumu The Death of Slim Shady (Coup de Grâce). Został wydany cyfrowo 19 lipca 2024 roku, dokładnie tydzień po wydaniu albumu nakładem Shady Records, Aftermath Entertaintment oraz Interscope Records.

## Tło i wydanie
„Somebody Save Me” jest ostatnim, dziewiętnastym utworem na albumie The Death of Slim Shady (Coup de Grâce), który został zapowiedziany w kwietniu 2024 roku a został wydany 12 lipca. Album był wspierany jeszcze dwoma singlami - pierwszym „Houdini” wydanym 31 maja oraz drugim „Tobey” 2 lipca, do obu utworów powstały teledyski wraz z datą ich publikacji. „Somebody Save Me” został wydany jako trzeci singel 19 lipca przez media strumieniowe.

### Teledysk
Teledysk, który wyreżyserował Emil Nava, został wydany 21 sierpnia. W teledysku przewijają się archiwalne nagrania z lat młodzieńczych dzieci Eminema, wcześniej publikowane przez jego córkę Hailie Jade na jej podcaście „Just a Little Shady”. Raper siedzi przy stole w pomieszczeniu i przez lustro fenickie obserwuje mniejsze pomieszczenie, w którym odtwarzane są jego wspomnienia z przeszłości, próbując się do nich dostać. Podczas refrenu występuje Jelly Roll znajdujący się w korytarzu z migającym światłem.

## Kompozycja
„Somebody Save Me” jest utworem z gatunku country rap, który jest oparty na samplu z utworu „Save Me” z 2020 roku, którego autorem jest amerykański piosenkarz Jelly Roll, który również występuje gościnnie w refrenie „Somebody Save Me”. Utwór zaczyna się rozmową z jego adoptowaną córką, Alainą, która prosi Eminema, aby ten zjadł z nią obiad jednak ten odmawia. Rozpoczyna się  refren śpiewany przez Jelly Rolla, wołającego o pomoc przed zatraceniem się przed samym sobą. Następnie Eminem wspomina o swoich uzależnieniach od różnych leków w trzech zwrotkach odnosząc się do trójki swoich dzieci - Alaine, Hailey i Stevie, przepraszając, że przez uzależnienia zaniedbywał swoją rodzinę przez co nie zasługuje na „tytuł” dobrego ojca. Zwrotki są oddzielone refrenem, który wykonuje Jelly Roll i który również kończy utwór tekstem prosto ze swojego utworu „Save Me”.

## Odbiór
„Somebody Save Me” został odebrany generalnie pozytywnie przez krytyków. Ci pochwalili szczerość rapera i bezpośredniość oraz uznali utwór za jeden z lepszych na przestrzeni lat, które Eminem stworzył. Niektórzy jednak narzekali na nudne zakończenie albumu sugerując, że występ Jelly Rolla i wykonane przez niego outro jest irytujące i dosyć ckliwe. 
„Somebody Save Me” zadebiutował na 27 miejscu Billboard Hot 100. 